# Copargo
Copargo è una città situata nel dipartimento di Donga nello Stato del Benin con 58 093 abitanti (stima 2006).